# Nowa Morawa
Nowa Morawa (německy Neu Mohrau, česky Nová Morava) je vesnice s hraničním přechodem na jihozápadě Polska v Dolnoslezském vojvodství v okrese Kladsko poblíž českých hranic. Nachází se asi 9 km vzdušnou čarou od českého Starého Města pod Sněžníkem. Vesnice má rozlohu 2,97 km² a žije zde 40 obyvatel. Po druhé světové válce se ves stala součástí Polska a začalo přesidlování obyvatelstva jako v celém Dolním Slezsku.

## Název vesnice v minulosti
- Neu Moraw, Ney Morau, Neuen Moraw (1631)
- Neu Morau (1747)
- Neu Mohrau (1597, 1746, 1789, 1801, 1845-1945)
- Neumohrau (1815).